# Eye of the Beholder (Lied)
Eye of the Beholder (englisch für: „Auge des Betrachters“) ist ein Lied der US-amerikanischen Metal-Band Metallica. Das Stück wurde 1988 in Nordamerika als zweite Single ihres vierten Studioalbums …And Justice for All ausgekoppelt.

## Entstehung
Eye of the Beholder wurde von James Hetfield, Lars Ulrich und Kirk Hammett geschrieben. Das Lied basiert auf einer im Staccato gespielten E-Dur/G-Dur/Fis-Dur-Sequenz und wird im mittleren Tempo gespielt. Der Text spricht sich gegen gesetzliche Einschränkungen der Meinungsfreiheit aus.
Inspiriert wurde der Song vom Zensurverfahren gegen das Album Frankenchrist der US-amerikanischen Hardcore-Punk-Band Dead Kennedys. Dem Album lag als Poster das Bild Landscape #XX, auch bekannt als „Penis Landscape“ des Schweizer Künstlers HR Giger bei. Das Bild zeigt mehrere erigierte Penisse, die in Vaginen eindringen.

“Freedom of speech
 Speech is words that they will bend
 Freedom with their exception”

„Meinungsfreiheit
 Sprache sind Wörter, die sie verbiegen
 Freiheit mit ihrer Ausnahme“

Als B-Seite nahm die Band eine Coverversion des Liedes Breadfan auf, das im Original von der walisischen Heavy-Metal-Band Budgie stammt.

## Live-Aufführungen
Eye of the Beholder wurde nur auf der Damaged-Justice-Tournee live gespielt. Zuletzt wurde das Lied bei einem Konzert am 14. Juli 1989 in Middletown aufgeführt. Seitdem spielten Metallica Teile des Liedes nur im Rahmen des Justice-Medleys auf der Tour zum Black Album. Eine Liveaufnahme von Eye of the Beholder wurde 2010 auf der limitierten EP Six Feet Down Under veröffentlicht.

## Rezeption
Borivoj Krgin vom Magazin Metal Forces bezeichnete das Lied in einer Kritik als ein episches Lied mit einem starken Refrain, der gleich beim ersten Hören im Kopf hängen bleibe. Der britische Journalist Joel McIver hingegen bezeichnete Eye of the Beholder in seiner Bandbiografie Justice for All: Die Wahrheit über Metallica als das schwächste Lied des Albums.
Die Single konnte sich nicht in den Charts platzieren. In einer Aufstellung des Magazins Guitar World der 100 besten Lieder von Metallica belegt Eye of the Beholder Platz 65.